# Schweizer Brüder

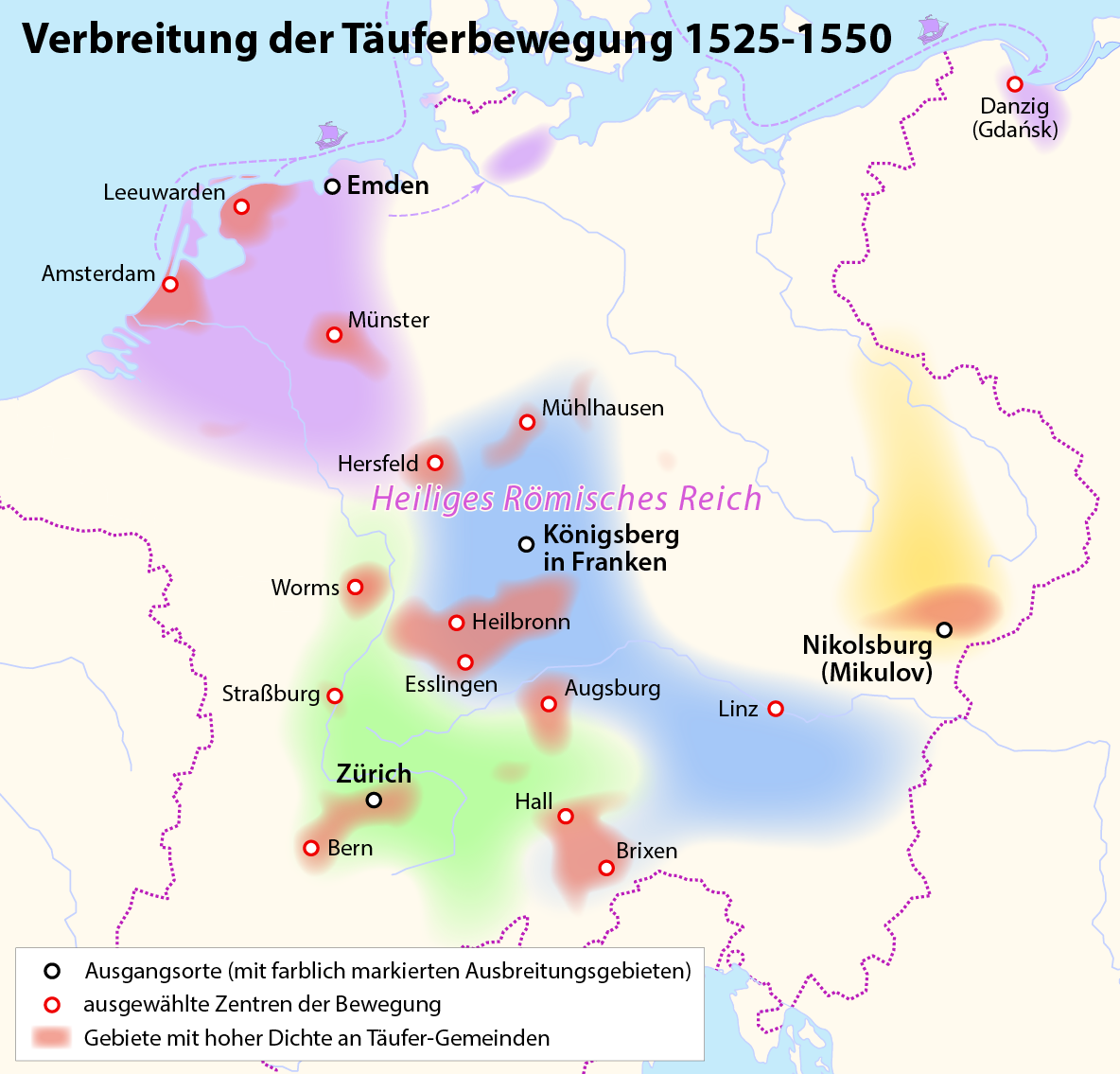
Verbreitung der von Zürich ausgehenden Täuferbewegung in der Reformationszeit (in grüner Farbe)

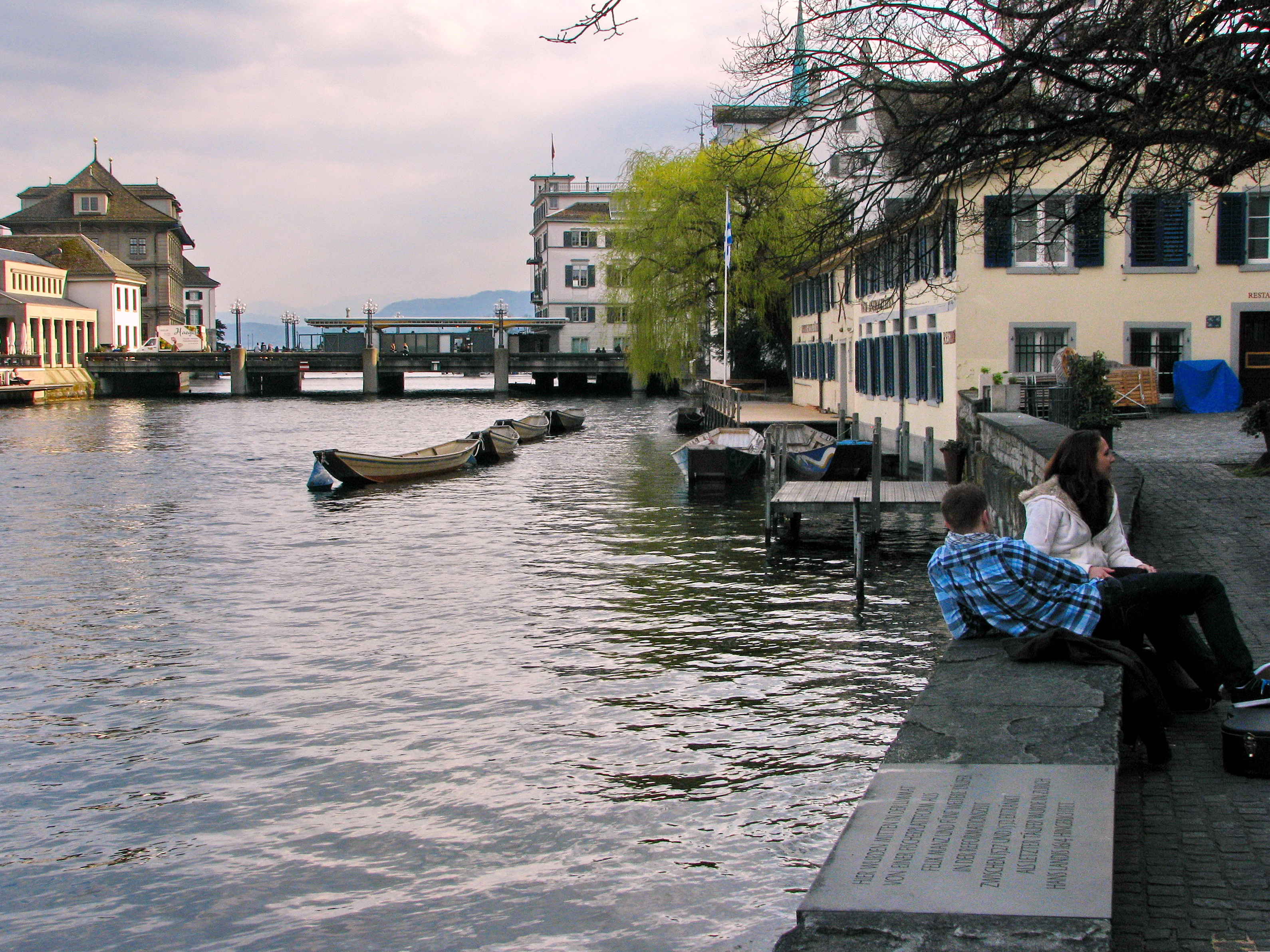
Die Limmat an der Stelle, wo die Täufer ertränkt wurden, mit einer Gedenktafel für Felix Manz und Hans Landis, Aufnahme aus dem Jahr 2010

Der Begriff Schweizer Brüder (auch Schweizer Täufer) bezeichnet die in der Schweiz, in Teilen Südwestdeutschlands und Mährens verbreitete radikal-reformatorische Täuferbewegung des 16. bis 19. Jahrhunderts.

## Name
Der erste Gebrauch des Namens Schweizer Brüder, die auch Schweizer Täufer, Oberländer oder Hochdeutsche genannt wurden, könnte in der Versammlung von radikal-evangelisch gesinnten Personen aus dem Umkreis von Huldrych Zwingli in Zürich liegen. Aber erst ab 1538 ist er in Texten hutterischer Verfasser als Fremdbezeichnung überliefert. In den nordamerikanischen Kolonien wurden die seit 1708 nach Pennsylvania eingewanderten Täufer aus Süddeutschland und der Schweiz Schweizer Brüder genannt, um sie von den niederländischen und norddeutschen Mennoniten unterscheiden zu können. Im Laufe der Jahrhunderte änderte sich diese Bezeichnung und wird im 21. Jahrhundert meistens nur noch für die Mennoniten nicht-amischem Bekenntnisses verwendet. Rund 150.000 Personen können von der Herkunft her als Schweizer Brüder im weiteren Sinn bezeichnet werden, und die heutige Konferenz der Mennoniten der Schweiz (Alttäufer) lässt sich auf sie zurückführen.
Durch Forschungen und Publikationen 1932 von John Horsch und 1950 von Harold S. Bender wurde es üblich, den Begriff Schweizer Brüder in die Entstehungszeit der ersten Täufergemeinden in Zürich auszudehnen, und Konrad Grebel wurde als Gründer der Schweizer Brüder bezeichnet. Die nordamerikanischen Mennoniten nahmen diese idealisierte Namensgebung und Geschichte wohlwollend auf. Dieses historische Konstrukt wurde 1977 von James M. Stayer, 1995 von Werner O. Packull und 2019 von Martin Rothkegel hinterfragt. Dadurch wurden breitere Diskussionen und weitere Erforschungen dazu angeregt.

## Geschichte
Im Jahr 1525 gründeten Felix Manz, Konrad Grebel, Jörg Blaurock, Johannes Brötli, Simon Stumpf, Wilhelm Reublin und andere eine Gemeinde, welche die Kindstaufe ablehnte und ein wahrhaftiges Christentum predigte. 1527 verabschiedeten sie gemeinsam die Schleitheimer Artikel, worin auch die Absonderung von der Welt und die konsequente Gewaltlosigkeit zum Ausdruck kamen. Mit der Ausbreitung der Bewegung in andere Regionen der Schweiz und nach Süddeutschland kam daher die Bezeichnung Schweizer Brüder bzw. Schweizer Täufer auf, um sie von den Bundesgenossen-Gemeinden und den Hutterischen Brüdern unterscheiden zu können. 1535 wurden die ausgewanderten Täufer in Mähren erneut verfolgt, was sie veranlasste, in den Süden Deutschlands zurückzukehren, wo sie grösstenteils herkamen. Ab 1538 ist schriftlich belegt, dass die mährischen Schweizer Brüder mit Täufergemeinden in Württemberg und der Pfalz eng verbunden waren. Die Philipper Brüder, die von Philipp Plener gegründet wurden, vereinigten sich damals mit den Schweizer Brüdern.
Ab 1555 schlossen sich auch Täufergemeinden melchioritischen Ursprungs in der Eifel, am Niederrhein und in Hessen den Schweizer Brüder an. Seit dieser Zeit fanden auch regelmäßige Synoden von Ältesten und Predigern im toleranten Straßburg statt. 1591 gingen sie in Köln sogar eine Kirchengemeinschaft mit den mennonitischen Friesen ein, und 1601 traten auch die Waterlander der Vereinigung bei, die nun Befriedete Bruderschaft (niederländisch: Bevredigde broederschap) hiess, die jedoch wegen theologischen und ethischen Differenzen nur wenige Jahre Bestand hatte.
Die reformatorischen Täufer wurden fast von Anfang an hart verfolgt. Felix Mantz wurde 1527 in Zürich durch Ertränken in der Limmat hingerichtet. Zwar nahmen noch Delegationen der Schweizer Brüder an Glaubensgesprächen 1538 in Bern, 1557 in Pfeddersheim und 1571 in Frankenthal teil, trotzdem erliess der Rat von Bern 1585 ein Täufermandat, das die Täufer u. a. mit der meist tödlich endenden Galeerenstrafe bestrafte. Als letzter Schweizer Täufer wurde 1614 Hans Landis für seinen Glauben umgebracht. Trotzdem gingen die Verfolgungen weiter. 1671 kam es nach schweren Verfolgungen zu einer Auswanderungswelle von etwa 700 Personen. Noch 1714 waren einige Täufer durch offizielle Täuferjäger gefangen genommen worden, die jedoch mit Hilfe der Landbevölkerung befreit werden konnten. Nach Intervention der niederländischen Regierung erliess die Berner Regierung das Amnestieplakat von 1711, das den freyen Austritt aus unseren Landen wie den völligen Wegzug und Mitnahme ihrer Güter gestattete, was für die Auswanderer jedoch mit dem völligen Verlust des Heimatrechtes verbunden war. Erst mit dem Duldungsedikt vom 3. November 1815 wurden die Schweizer Täufer offiziell toleriert. Statt des Militärdienstes können die Täufer seitdem einen Dienst als Krankenpfleger leisten.

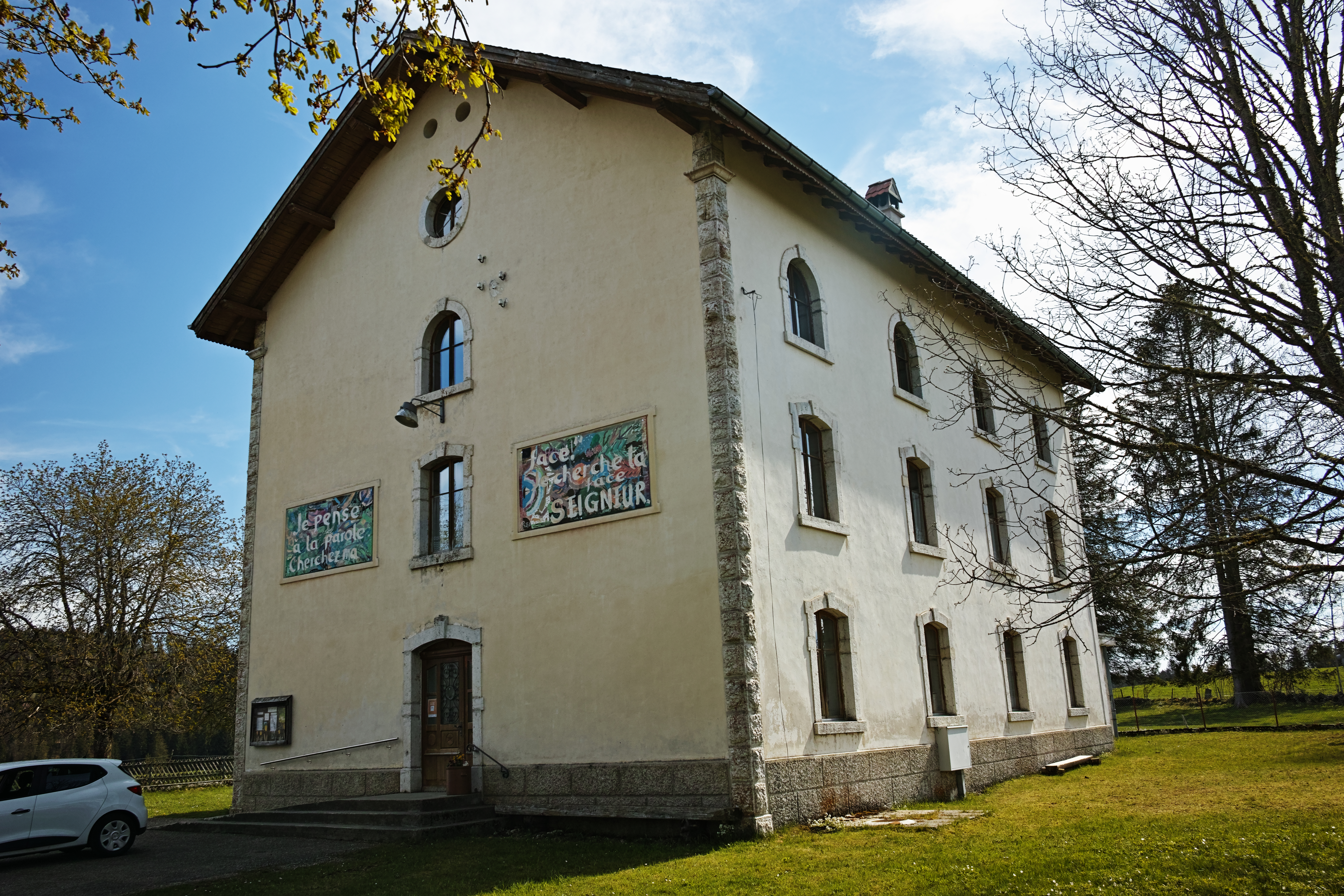
Die Mennonitenkapelle La Chaux-d’Abel von 1904

Wegen der Verfolgung durch die Obrigkeit wanderten viele Täufer aus der Schweiz aus. So sind etliche der Mennoniten im angrenzenden Frankreich, in der Pfalz, in den Niederlanden und in Nordamerika schweizerischer Abstammung. Viele flohen auch in die Höhen des Berner und Neuenburger Jura (beispielsweise nach Tramelan, La Chaux d’Abel, La Sagne) oder ins Emmental. Einen Teil der aus der Schweiz ausgewanderten Täufer machen die Amischen aus, die sich 1693 nach einem Konflikt zwischen den Gruppierungen um Jakob Ammann und Hans Reist von den Mennoniten abgespalten haben.

## Literarischer Niederschlag
Das Schicksal der Schweizer Täufer wurde literarisch unter anderem von Gottfried Keller in der Novelle Ursula verarbeitet. Die Novelle erschien 1877 als Teil des Novellenzyklus Züricher Novellen. Von den anhaltenden Verfolgungen der Schweizer Brüder berichtet auch der 1660 erstmals erschienene Märtyrerspiegel.